# Manuel José de Porto
Manuel José de Porto y Cepillo (Cádiz, 19 de agosto de 1792 o 1799-28 de junio de 1860) fue un médico y político español.

## Biografía
Nacido en Cádiz, según la fuente, el 19 de agosto de 1792 o de 1799, estudió en el colegio de cirugía de dicha ciudad, empezando en 1813. En 1820 ingresó en la medicina naval y pasó a Cuba, de donde regresó en 1822. En 1833 fue nombrado catedrático de número después de varias sustituciones y a lo largo de su vida fue catedrático de Patología Interna en la Facultad de Ciencias Médicas de la Universidad de Madrid y vicedecano y catedrático propietario de término de la Universidad de Sevilla, con asignación a la cátedra de Patología y Clínica Médica General y Anatomía Patológica en la Facultad de Medicina de Cádiz. Afín al Partido Progresista, fue concejal, diputado provincial y diputado en las Cortes Constituyentes de 1854, durante el Bienio Progresista. Obtuvo la Cruz de Epidemias, la de Carlos III y la de Isabel la Católica. Falleció el 28 de junio de 1860.
En 1834 escribió el discurso inaugural Influencia de la medicina en la legislación, tema de moda por aquel entonces. Tradujo la obra de Justus von Liebig Química orgánica aplicada a la fisiología y patología. Fue vicepresidente de la Real Academia de Medicina y Cirugía de Cádiz, además de director o redactor principal de la Revista Gaditana y del Boletín de la Sociedad de Medicina. Escribió sobre Educación higiénica y un Manual de anatomía patológica (1846), al estilo de Gabriel Andral, que alcanzó varias ediciones.